# Santiago María García de la Rasilla Domínguez
Santiago María García de la Rasilla Domínguez (Madrid, 18 de octubre de 1936 - Miraflores, 13 de agosto de 2018) fue un obispo hispanoperuano. García de la Rasilla Domínguez fue ordenado sacerdote por la Compañía de Jesús. Fue obispo titular de Voncaria. De 2006 a 2014, ocupó el cargo de obispo de la vicariato apostólico de San Francisco Javier en Perú.

## Biografía
Monseñor Santiago García de la Rasilla estudió en el colegio de los jesuitas de Areneros en Madrid. En 1953, ingresó en el noviciado en Aranjuez. De 1958 a 1961, estudió filosofía en Alcalá de Henares.
Su primer año como profesor fue en la Escuela Profesional de Alcalá de Henares pero poco después, fue destinado a Perú para impartir clases en el Colegio San Ignacio. Acabado el Magisterio, siguió sus estudios de Teología en la Facultad de Granada mientras se ordenaba sacerdote en Madrid en 1967.
En la década de los 70, volvería a Perú. Primero, haría la Tercera Probación en Huachipa en 1972 y pronunció sus Últimos Votos en Piura en 1973. Fue en Piure donde trabajó en el Colegio San Ignacio hasta 1976. En 1977, sería destinado a la Parroquia San Pedro, La Vicaría, ocupando este cargo 20 años. 
No sería hasta 1998 donde comenzaría a formar parte de la curia peruana. en ese año sería trasladado a Lima para ocuparse de la Coordinación del área sur de Latinoamérica del movimiento “Por un Mundo Mejor”a a vez que asume responsabilidades al interior de la Compañía de Jesús en Perú. En 2006 es consagrado Obispo sustituyendo a Monseñor Pedro Barreto y se hace cargo del Vicariato Apostólico San Francisco Javier. Durante este tiempo, le tocó vivir el conflicto del Baguazo. Trabajó antes, durante y después del conflicto para lograr justicia y reconciliación en una situación dramática. Una vez presentada su renuncia como obispo, en 2014 regresa a Lima a la comunidad de San Pedro.
En diciembre de 2017, se le diagnosticó un cáncer, falleciendo el 13 de agosto de 2008 a los 81 años.